# Leatettix laticornis
Leatettix laticornis är en insektsart som beskrevs av Vitaly Michailovitsh Dirsh 1956. Leatettix laticornis ingår i släktet Leatettix och familjen Lentulidae. Inga underarter finns listade i Catalogue of Life.